# Marek Dziuba
Marek Dziuba (ur. 19 grudnia 1955 w Łodzi) – polski piłkarz grający na pozycji obrońcy, reprezentant kraju, trener, brązowy medalista mistrzostw świata 1982.

## Życiorys
Dziuba był wychowankiem ŁKS Łódź i w barwach tego klubu debiutował w polskiej lidze w 1973. W ŁKS-ie grał przez dekadę, dopiero w 1984 przeniósł się do rywala zza miedzy – Widzewa (Puchar Polski w 1985). Na zakończenie kariery wyjechał do Belgii (1987), gdzie grał w Sint-Truidense VV.
W reprezentacji debiutował 13 kwietnia 1977 w meczu z Węgrami. Do 1984 rozegrał 53 mecze (1 gol, z Algierią 19 listopada 1980) z orłem na piersi, w niektórych meczach pełnił funkcję kapitana drużyny. Na MŚ 82 początkowo był rezerwowym, do składu wszedł po kontuzji Jana Jałochy w trzecim meczu turnieju (z Peru), i w pozostałych 4 meczach grał jako podstawowy zawodnik.
Odnosił także sukcesy trenerskie z łódzkimi klubami (tytuł mistrzowski z ŁKS-em w 1998 i wicemistrzostwo kraju z Widzewem rok później). Prowadził również kluby niższych klas, m.in. Włókniarz Konstantynów Łódzki, Start Brzeziny. Obecnie pracuje jako nauczyciel wychowania fizycznego, w publicznym gimnazjum nr 12 w Łodzi, oraz jest szkoleniowcem młodych zawodników Startu Łódź. Był również trenerem drużyny KS Paradyż.
Od 2014 członek Klubu Wybitnego Reprezentanta.
Został odznaczony medalem 600-lecia Łodzi (2023).